# 因田義男
因田 義男（いんでん よしお、1944年 - ）は、日本の地方公務員。名古屋市副市長や、名古屋観光コンベンションビューロー理事長を経て、学校法人名古屋学院大学理事長。

## 人物・経歴
三重県生まれ。1968年法政大学法学部法律学科卒業、名古屋市役所入庁。2000年市長室長。2001年総務局長。2002年助役。2007年副市長。名古屋市立大学の公立大学法人名古屋市立大学への移行などにあたった。2009年財団法人名古屋観光コンベンションビューロー理事長。2012年学校法人名古屋学院大学監事。2014年瑞宝中綬章受章。2018年学校法人名古屋学院大学理事長。日本ガイシ留学生基金理事なども務めた。